# Magyar nemzeti szakácskönyve

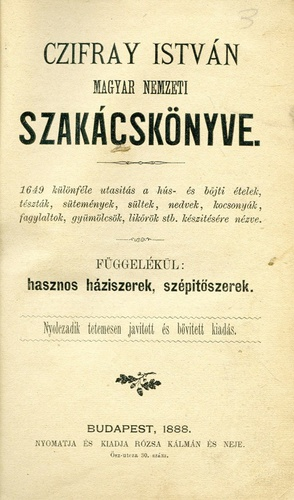
Czifray Istváns „Ungarisches Nationalkochbuch“ – 1888

Magyar nemzeti szakácskönyve (deutsch [Sein] Ungarisches Nationalkochbuch) ist ein Kochbuch in ungarischer Sprache, dessen erste Auflage im Jahr 1816 vom Wiener Verlag Trattner gedruckt wurde und aufgrund seiner großen Beliebtheit in zahlreichen Auflagen in Ungarn erschien. Es besteht aus einer Sammlung alter wienerischer, deutscher und französischer Rezepte, denen einige ungarische Rezepte hinzugefügt wurden, die dann kurzerhand zum nationalen ungarischen Kochbuch deklariert worden war. Die Existenz des angeblichen Autors Czifray István konnte nie nachgewiesen werden.

## Geschichte
Bereits im Jahr 1763 wurde am Wiener Hof gegen die Nachdrucke Trattners protestiert. Wien erlaubte aber den Nachdruck in den Erblanden sofern das Buch nur dort vertrieben wurde. Die österreichische Regierung weigerte sich der Berner Konvention (internationale urheberrechtliche Vereinbarungen) beizutreten. Als Begründung wurde die Rücksicht auf das Publikum genannt, dem ausländische Literatur möglichst billig beschafft werden sollte, besonders auf die nichtdeutschen Nationen innerhalb der Monarchie, die vorwiegend auf Übersetzungen von außen angewiesen waren.
Gleich beim Erscheinen der Erstauflage hatte das Ungarische Nationalkochbuch den Zorn der deutschen Verleger auf sich gezogen. Es stellte sich heraus, dass der Buchhändler Trattner hierin deutsche (vornehmlich wienerische) und französische Kochrezepte kopiert hatte, ohne die Rechte daran zu besitzen. Zusammen mit einigen ungarischen Rezepten hatte er es kurzerhand als nationales ungarisches Kochbuch veröffentlicht. Die ersten drei Auflagen gaben nur die Initialen Cz. I. als Verfasser an, während folgende Auflagen unter dem Namen eines Czifra(i)y Szakats Mester, einem angeblich „gewesenen Koch“ bei k.k. Hoheit Erzherzog Palatin publiziert wurden. Es wurde aber nachgewiesen, dass „nie ein Czifray weder gelernt noch in Diensten gewesen ist, und das hochgeehrte Haus auch nie mit dergleichen Köchen sich befaßt hatte, sondern das Werk brauchte nur einen Taufpath und ein klingendes Anlocken“. Dazu war auch noch die Übersetzung ins Ungarische schlecht und fehlerhaft; diese wurde von dem langjährigen Mitarbeiter Czövek István ausgeführt, dessen Initialen die ersten Auflagen trugen.
Allen Missständen zum Trotz erfreut sich das Ungarische Nationalkochbuch bis heute weiterhin großer Beliebtheit in Ungarn. Die dritte Ausgabe des Czifray-Kochbuchs wurde 2009 bei Alinea Verlag neu aufgelegt. Die neue Version ist kein Nachdruck, sondern eine vollständige Überarbeitung und enthält ein Wörterbuch für veraltete Ausdrücke.